# Ulrich Derad
Ulrich „Uli“ Derad (* 26. Juni 1965 in Rottweil) ist ein ehemaliger deutscher Handballspieler und aktueller Handballmanager. Er war bis zum 30. Juni 2011 Geschäftsführer der THW Handball-Bundesliga GmbH & Co. KG.
Derads Spielposition im Angriff war Linksaußen. Seine ersten Einsätze in der Handball-Bundesliga hatte Derad 1986 mit Frisch Auf Göppingen. Drei Jahre später wechselte er zum VfL Gummersbach. Mit den Oberbergischen wurde er 1991 Deutscher Meister. 1995 wechselte er dann zum Liga-Rivalen TuS Nettelstedt, wo er allerdings bereits nach einem Jahr zum TSV Bayer Dormagen wechselte. Nach zwei Jahren beendete er dort seine aktive Karriere und wurde Sportlicher Leiter des Vereins. 2001 wurde er zum Hauptgeschäftsführer berufen. In dieser Funktion blieb er bis 2009, dann wechselte er zum THW Kiel ins Management. Bei den Kielern wurde er als Nachfolger von Uwe Schwenker am 1. Juli 2009 Geschäftsführer der THW Handball-Bundesliga GmbH & Co. KG. Zum 30. Juni 2011 hatte er den Verein überraschend verlassen. Seit 2012 ist Uli Derad Hauptgeschäftsführer beim Landessportverband Baden-Württemberg.
Für Deutschland bestritt Derad 19 Länderspiele, in denen er 23 Tore warf. Der studierte Diplom-Sportlehrer ist verheiratet und hat zwei Töchter.